# 2007년
2007년은 월요일로 시작하는 평년이다.

## 사건

### 1월 ~ 3월
- 1월 1일
  - 노무현 대통령은 신년사에서 부동산 가격상승 억제 및 금융위기 철저관리 등을 언급하였다.
  - 불가리아, 루마니아가 유럽 연합에 가입하다.
  - 반기문이 국제 연합 사무총장 임기를 시작하였다.
  - 앙골라가 석유 수출국 기구에 정식으로 가입하였다.
  - 슬로베니아가 유로화를 자국의 유일한 정식 통화임을 선언하였다.
- 1월 3일
  - 조선민주주의인민공화국 외무상 백남순이 사망했다고 조선중앙통신이 보도했다.
  - 현대자동차의 "연말 성과급 지급 축소"에 노동조합이 반발하여 시무식 행사에서 노사가 충돌하였다.
- 1월 4일
  - 낸시 펠로시가 미국 하원의장에 선출되었다. 사상 첫 여성 미국 하원 의장이다.
  - 러시아와 벨라루스 간 석유로 인한 분쟁이 발생했다.
- 1월 9일
  - 대한민국의 노무현 대통령이 4년 연임제로 헌법을 개정하자고 제안했다.
  - 미국 공군이 소말리아의 테러리스트 기지를 폭격하였다.
  - 서울시립대 김영욱 교수가 부여 능산리사지(陵山理寺址)에서 출토된 6세기 백제시대 사면목간(四面木簡)에서 가장 오래된 향찰 표기를 발견했다고 밝혔다.
  - 애플사에서 아이폰의 첫 모델을 공개하다
- 1월 10일
  - 아프리카 나이지리아에서 한국인 근로자 9명이 무장단체에 의해 납치됐다고 외교통상부 당국자가 밝혔다.
  - 경기도 화성시에서 또 1명의 여성이 실종된 것으로 추가로 확인되어, 한달 사이에 실종된 중년 여성이 모두 3명으로 늘어났다.
  - 러시아와 벨라루스의 원유분쟁이 타결되었다.
- 1월 11일- 베트남이 세계 무역 기구의 제150번째 회원국으로 가입하였다.
- 1월 13일
  - 피랍되었던 한국인 근로자 9명이 납치 61시간만에 무사히 석방되었으며 모두 건강한 것으로 알려졌다.
  - 경부고속도로 서울 요금소 부근에서 5중 추돌사고가 일어났다.
- 1월 15일
  - 5일간의 일정으로 대한민국에서 한미자유무역협정 제6차 협상이 시작되었다.
  - 대한민국 진실화해를위한과거사정리위원회는 '이중간첩 혐의로 사형당한 이수근에 관한 사건 조사에 대해 "당시 남북한 체제 경쟁으로 개인의 생명권이 박탈당한 대표적인 비인도적·반민주적 인권유린 사건"으로 결론지었다'고 밝혔다.
  - 1995년 성균관대학교측의 입시 문제 오류를 지적했다가 이듬해 재임용에서 탈락한 뒤 복직을 요청하는 소송을 냈으나 재판에서 패소한 전직 교수가 석궁으로 화살을 발사해 담당 판사에게 상해를 입힌 사건이 일어났다. (석궁 테러 사건)
- 1월 16일
  - 2007년 대한민국 대통령 선거 후보로 거론되던 고건이 대통령 선거에 출마하지 않겠다는 뜻을 밝혔다.
  - 대한민국 대검 중수부는 비자금을 조성하고, 회삿돈을 횡령하였으며 계열사에 손실을 끼쳐 배임을 저지른 혐의로 기소된 정몽구 현대-기아 자동차 그룹 회장에게 징역 6년을 구형했다.
- 1월 17일
  - 석유 분쟁을 끝낸 러시아와 벨라루스가 이번에는 설탕 분쟁에 휘말렸다.
  - 일본이 패망한 이후에 한국인이 일본 소녀를 강간했다는 내용을 담은 책 요코이야기가 미국에서 교재로 채택되어 논란이 일어났다. 이 책은 대한민국에도 번역·출판되었다.
  - 현대중공업 직원들이 나이지리아에서 무장괴한들에게 피습을 당했다.
  - 최후의 날 시계가 23시 55분으로 맞춰졌다.
- 1월 19일
  - 대한민국 국회에서 이강국 헌법재판소장 후보자 임명동의안을 의결함으로써 "전효숙 사태"으로 지속되어온 헌법재판소장 공백 사태가 127일 만에 종결되었다.
  - 대한민국 서울 남부지법이 열린우리당 기간당원 11명이 열린우리당을 상대로 낸 "당헌개정 효력정지 가처분 신청"을 받아들인다고 발표함으로써 열린우리당의 비상대책위원회가 추진하려던 "기초당원제"안이 좌절되었다.
  - 대한민국에서 열린 제6차 한미자유무역협정 협상이 종료되었다.
  - 북서 유럽에선 시릴이라고 불리는 폭풍이 발생해서, 유럽에선 27명이 사망했다.
  - 터키의 아르메니아인 학살을 비판해 온 아르메니아계 터키 언론인인 흐란트 딩크가 이스탄불에서 대낮에 10대 소년에게 총격을 받고 살해되는 사건이 발생했다.
- 1월 20일
  - 강릉시 서쪽 27킬로미터 지점에서 리히터 규모 4.8의 지진이 일어났다. 서울, 경기, 충청, 경북 일부 지역에서도 지진이 감지되었다. (오대산 지진)
  - 천안시에서 조류 인플루엔자(AI) 발병이 확인되었다.
- 1월 21일
  - 세르비아에서 총선이 치러져 세르비아 급진당이 당선되다.
  - 대한민국에서, 가수 유니가 사망하다.
  - 인도네시아 북부 테르나테에서 130킬로미터 떨어진 해저에서 리히터 규모 7.3의 지진이 일어났다.
- 1월 22일
  - 세르비아의 총선거에서 세르비아 급진당이 승리하였지만, 과반수를 달성하지는 못했다.
  - 일본 간사이 테레비에서 ‘낫토가 다이어트에 효과가 있다’고 했지만, 이 방송이 날조된 것으로 밝혀져 파문이 일었다.
  - 스리랑카에서 정부군과 반군 사이에서 전투가 일어나 40명이 사망했다.
- 1월 23일- 인혁당 재건위 사건에 대해 무죄가 선고되다.
- 1월 24일
  - 안산역 1층 남자 장애인 화장실에서 신원미상인 여성의 토막사체가 발견되다. 1주일 정도 지난 후인 2월 1일에 용의자는 금정역에서 체포되었고, 무기징역을 선고받다.
  - 대한민국에서 번역 출판된 《요코 이야기》가 판매 중지되다.
- 1월 27일
  - 레바논에서 대학유혈사태로 30여 명이 다치고 4명이 사망하다.
  - 헝가리에서 폐사한 오리에서 AI 바이러스가 발견되었다.
- 1월 30일
  - ‘김하나’라는 가명으로 지금까지 16억 통의 스팸메일을 발송한 20대 두 명이 경찰에 검거되다.
  - 대한민국 진실화해를위한과거사정리위원회는 박정희 대통령 집권 시절, 긴급조치 위반사건 재판에 관여한 판사들의 실명이 포함된 "긴급조치 위반사건 판결분석보고서"를 예정대로 공개한다고 밝히다.
  - 우크라이나의 외무장관 보리스 타라시크가 사임하다.
  - 대전광역시와 충청남도 지역의 인터넷 신문인 디트뉴스24가 지역 인터넷 신문으로서는 전국 최초로 청와대 출입 신문사로 정식 등록되었다.
  - 윈도우 비스타 일반 가정용 출시.
- 1월 31일
  - 쿠바에서 카스트로의 병세가 악화된 것으로 알려졌다.
  - 미국의 공립학교에서 《요코 이야기》 수업이 마침내 중단되었다.
- 2월 1일
  - 안산역 토막살인 사건의 용의자인 30대 중국인이 경찰에 검거되다.
  - 일본 오카야마현의 양계장에서 Al바이러스가 검출되다.
  - 중국 18개 초중고교가 '창바이산'을 붙여 개명하다.
- 2월 2일
  - 소말리아 수도 모가디슈 근교에서 포격으로 8명이 사망하다.
  - 유엔의 사이버 스쿨버스라는 사이트가 동해를 일본해로 단독 표기하다.
  - 일본 시마네현에서 독도영유권을 주장하는 부교재를 채택하다.
  - 중화인민공화국이 압록강을 자국의 강이라고 주장하다. 그리고 2007년 동계 아시안 게임에서 백두산 세레머니에 대해 공식 항의하다.
  - 중화인민공화국 주석 후진타오는 중화인민공화국의 수단의 원조안을 승인하다.
  - 팔레스타인에서 하마스와 파타당이 충돌하다.
- 2월 4일- '종합편성채널 도입을 촉구하는 전문가모임' (정책건의 발의인단 공동대표 유재천ㆍ최열ㆍ문창재ㆍ유숙렬)은 종합편성PP가 조속히 도입돼야 한다는 정책건의서를 방송위원회에 보냈다.
- 2월 5일
  - 북한 국경경비대 20여명이 중국으로 집단 탈북하다.
  - 일본에서 32번째 광우병 소가 발견되다.
  - 현대자동차 정몽구 회장이 징역 3년의 실형을 선고받다.
  - 2014년까지 정부는 군복무 기간을 6개월 단축하기로 확정하다.
- 2월 6일
  - 6일 오전 9시30분, 김한길, 강봉균 등 열린우리당 의원 23명이 당을 탈당하면서, 열린우리당은 원내 2당으로 전락하다.
  - 태광산업이 서울행정법원에 방송위를 상대로 '최다액출자자 변경승인처분 취소 청구소송'을 제기했다. 이는 롯데가 우리홈쇼핑의 최대주주가 된 것에 분개한 것으로 판명되다.
- 2월 7일
  - 문화관광부는 윤여환 충남대학교 회화과 교수가 새로 제작한 유관순(1902-1920) 열사의 영정을 표준영정으로 공식 지정하다.
  - 조선민주주의인민공화국 화성군 16호 관리소에 있는 정치범 120여 명이 집단 탈출하다.
  - 금창태 시사저널 사장이 MBC <PD수첩>의 시사저널 사태 편을 연출한 강지웅 PD를 명예훼손으로 고소하다.
- 2월 8일
  - 일본 외무성 홈페이지가 독도 문제와 관련된 것을 대폭 개편하고 강화했다.
  - 중화인민공화국 베이징에서 6자 회담이 재개되다. 이 회담은 2월 13일 타결되다.
- 2월 9일
  - 국제올림픽위원회(IOC) 위원인 박용성 전 두산그룹 회장과 김대중 전 대통령 측근인 박지원 전 청와대 비서실장, 권노갑 전 새천년민주당 고문, 김영삼 전 대통령 차남인 김현철 등 434명이 특별사면ㆍ복권되었다.
  - 서울 신용산초등학교에서 화재가 일어났으나, 인명 피해는 없었다.
  - 경상북도 도청을 현 대구광역시에서 경상북도로 이전한다는 조례안이 우여곡절 끝에 경상북도의회를 통과했다. 경상북도청은 대구광역시와 경상북도가 분리된 이래 계속 대구광역시에 위치해 있었다.
- 2월 10일
  - 경기도 안성시에서 6번째로 고병원성 조류독감이 발생하다.
  - 버락 오바마가 2008년의 미국 대통령선거 출마를 선언하다.
- 2월 11일
  - 새벽 4시30분쯤 전라남도 여수시에 위치한 법무부 출입국관리사무소에서 화재가 발생해 28명의 사상자가 발생하다.
  - 전라남도 여수시 여수출입국관리사무소 화재 사고로 10명이 숨지고, 18명이 부상을 입었다.
  - 포르투갈의 국민투표의 결과에 따라 포르투갈은 낙태를 허용하기로 하였다.
  - 0시30분경 경기도 고양시 덕양구의 한 육군부대 화장실에서 한 일병이 목을 맨 것을 동료 사병이 발견하다.
- 2월 13일- 육자 회담이 타결되다.
- 2월 14일
  - 열린우리당이 전당대회를 열어 새 당 의장에 정세균을 선출하다.
  - 투르크메니스탄에서 구르반굴리 베르디무하메도프가 새대통령으로 선출되다.
  - 일본 앞바다에서 한국 화물선이 기상악화로 침몰되다.(골든로즈호 침몰)
- 2월 15일
  - 탈북자 4명과 탈북자들을 도와준 한국인 1명이 중국 공안에게 붙잡혀, 단둥으로 강제 이송당하다.
  - 고려대학교 이필상 총장이 사의를 표명하다.
- 2월 16일 - 《요코 이야기》의 저자인 요코 가와시마 왓킨슨이 《요코 이야기》는 자신이 겪은 이야기라고 주장했다.
- 2월 17일- 투르크메니스탄 대통령 선거가 실시되다.
- 2월 19일 - 모스크바 근교에서 H5N1 바이러스가 발생하다.
- 2월 22일
  - 노무현 대통령이 열린우리당 지도부를 청와대로 초청한 간담회 자리에서 "열린우리당 탈당" 계획을 밝히다.
  - 세네갈 대통령선거가 실시되다.
  - 서인도제도에 세인트마틴섬이 프랑스와 네덜란드의 해외직합체로 분할되었다
- 2월 23일
  - 국회 건설교통위원회는 법안심사소위를 열어 "민간아파트에 분양가 상한제와 분양원가 공개 도입을 골자로 한 주택법 개정안"을 이 협의했으나 한나라당이 분양원가 공개를 반대함으로써 건교위 전체회의에 상정하지 못하다.
  - 엘바라데이 국제원자력기구(IAEA) 사무총장이 조선민주주의인민공화국으로부터 방문 요청을 받았으며, 다음달 초에 방문하여 핵 시설 동결 방안 등을 논의할 계획이라고 밝히다.
  - 미국 워싱턴에서 진행된 한미 국방장관회담에서 "오는 2012년 4월 17일 한미연합사령부를 해체하고 전시 작전통제권을 한국군에 이양하기로 했다"고 발표하다.
  - 시마네현이 독도가 일본땅이라는 전단지를 유엔에 배포하다.
  - 역사왜곡을 담은 소설 《요코 이야기》가 미국 동부지역에 이어 LA 일부 학교에서 교재로 채택되다.
  - 전군표 국세청장이 언론사 세무조사와 관련해 "언론사가 기자들을 동원해 국세청의 동향을 취재하고 간접적으로 압력을 넣고 있으며, 심지어 국세청장의 뒷조사까지 한다"고 밝혔다고 <월간중앙>이 보도하다.
- 2월 24일- 이라크 전쟁 : 이라크 하바니야의 수니파 사원 부근 시장에서 폭탄이 장착된 유조 트럭이 폭발해 최소 39명이 숨지고 61명이 부상당하다.
- 2월 26일
  - 시마네현이 다케시마의 날 행사에서 "한국은 독도를 불법점거한 현행범이다"라는 망언을 했다. 그리고 돗토리 현 일부 의원들과 함께 다케시마의 날 행사를 시작하다.
  - 중국 언론들이 고조선을 정식 역사로 편입한 것에 대해 부정적인 입장을 밝히고, 한국을 비난하다.
  - 중국에서 1990년 중반에 출현한 신흥종교 스지선이 중국 전역으로 퍼지고 있음이 밝혀지다.
- 2월 27일
  - 아프가니스탄에서 폭탄테러가 일어나 대한민국 국군 병 1명이 사망하는 사고가 발생하다.
  - 중화인민공화국의 주식이 급락한 데의 영향을 받아 세계의 주식시장의 주가지수도 동반 하락하였다. 이른바 중국발 쇼크이다.
  - ICJ가 "세르비아에 집단학살 책임없다"라고 판결을 내리다.
- 2월 28일
  - 노무현 대통령이 열린우리당을 공식 탈당하다.
  - 중국 주식 시장 쇼크의 영향으로 세계 증시가 폭락하고, 코스피 지수가 폭락하다.
- 3월- 인도의 제10차 5개년 계획이 종결되다.
- 3월 2일 - 노무현 대통령은 주선회 헌법재판소 재판관 후임에 송두환 변호사를 내정하고 국회에 인사청문회를 요청했다.
- 3월 3일 - 이라크 전쟁 : 무장단체에 피랍된 것으로 추정된 이라크 경찰관 14명이 살해된채 발견되었다.
- 3월 5일- 중국의 입법기관인 제10기 전국인민대표대회(전인대) 제5차 회의가 3월 16일까지의 일정으로 베이징 인민대회당에서 개최되었다.
- 3월 6일
  - 인도네시아에서 규모 6.0이상의 지진이 두 번 발생해 최소 60명이 사망했다.
  - 김계관 조선민주주의인민공화국 외무성 부상과 크리스토퍼 힐 미국 국무부 차관보가 뉴욕에서 북미관계 정상화를 위한 실무그룹 회담을 마치고, 양측은 회담이 매우 유익했다고 밝혔다.
- 3월 7일
  - "우리 민족화해협의회"의 초청으로 이해찬 등, 열린우리당 동북아평화위 대표단이 평양을 방문하였고, 이해찬은 김영남과 회담을 했다.
  - 구치소에서 자살 시도를 한 9명 연쇄살인범 김종인에게 뇌사 판정이 나다.
- 3월 8일
  - 노무현 대통령이 "특별기자회견"을 통해 "헌법개정 시안"을 발표하고 "개헌의 필요성"을 주장하다.
  - 한미 자유무역협정(FTA) 8차 협상이 서울에서 시작되다.
- 3월 9일- 세계적인 산악인이자, 탐험가인 박영석씨가 원정대와 함께 배링 해협 도보 횡단 도중 강풍으로 인해, 해빙에 고립되었다가 미국 알래스카 인근 '놈'부근에서 미 육군에 의해 구조되다.
- 3월 12일 - 한미 FTA 8차 협상이 종료되다.
- 3월 13일 - 모하메드 엘바라데이 국제원자력기구 사무총장이 조선민주주의인민공화국 핵 사찰을 위해 조선민주주의인민공화국을 방문하다.
- 3월 15일 - 오전 5시 30분쯤 경북 김천시 서북서쪽 14km 지점에서 리히터 규모 2.9의 지진이 발생하다.
- 3월 16일 - 중화인민공화국의 입법기관인 제10기 전국인민대표대회(전인대) 제5차 회의에서, 사회주의 국가에서 사유재산권을 공식적으로 인정하는 ‘물권법(物權法)’을 통과시키다.
- 3월 19일 - 대한민국의 2007년 대통령 선거에서 유력 대권 주자 중 한 사람이었던 손학규가 한나라당 탈당을 공식 선언하다.
- 3월 21일 - 서울대학교 장기발전계획위원회가 교육인적자원부와 정치권에 3불 정책의 "폐지"를 촉구하다.
- 3월 22일 - 노무현 대통령이 3불 정책의 폐지는 불가능하며 계속 유지해야 한다고 밝히다.
- 3월 23일
  - 고교 1학년 재학 중인 한 여고생이 현행 대입 제도에 대해 헌법소원을 제기하다.
  - 통일부는 "롯데관광이 조선민주주의인민공화국과 개성관광사업을 협의하겠다며 냈던 방북 신청을 이날 자진 철회했다"고 밝히다.
  - 민주노동당 문성현 대표가 노무현 대통령에게 공개서한을 보내 한미 자유무역협정(FTA)에 대한 공개토론을 제안하다.
  - 육자회담 미국 대표인 크리스토퍼 힐 미국 국무부 동아태 차관보는 조선민주주의인민공화국이 "핵 불능화" 약속 이행에서 우선 플루토늄 생산을 중단하는 것부터 시작해야 한다고 말하다.
- 3월 24일 -
  - 이라크 바그다드 남부에서 자살 폭탄 테러 차량이 경찰서를 공격하여 적어도 6명이 숨지고 23명이 다쳤다고 AP 통신이 보도하다.
  - 2007년 2월 9일 최신예 F-15K가 지상에서 이동중 날개가 파손된 사고는 대구 공군기지의 부실공사가 원인이었던 것으로 밝혀지다.
- 3월 25일- 일본 이시카와현 노토반도 인근에서 리히터 규모 6.9의 지진이 발생해 1명이 사망하고 약170명이 부상 당하다.
- 3월 31일 - 한미 자유무역협정(FTA) 최종 협상에서 결론을 내지 못한 양국 대표는, 협상 시한을 4월 2일 새벽 1시(KST 기준)까지 연장하기로 합의했다고 발표하다.

3월 29일 대한민국의 5인조 걸그룹 카라가 데뷔하였다.

### 4월 ~ 6월
- 4월 2일
  - 한미자유무역협정 협상이 타결되다.
  - 솔로몬 제도에서 진도 8.1의 지진이 발생하였고, 그에 따른 지진 해일이 발생하였다.
- 4월 11일- 알제리에서 폭탄테러가 발생하여 33명이 사망하고 222명이 부상을 입었다. 이후 알 카에다는 그 테러는 자신들이 소행이라고 주장하였다.
- 4월 16일- 미국 버지니아 주 블랙스버그에 위치한 버지니아 공대에서 무차별 총격으로 자살한 범인을 포함하여 33명이 사망하고 29명의 부상자가 발생하다.
- 4월 22일- 프랑스 대통령선거 1차 투표: 니콜라 사르코지 후보와 세골렌 루아얄 후보가 결선투표에 진출하였다.
- 4월 25일- 병역특례제도가 악용되고 있다는 의혹이 포착돼 대한민국 검찰이 수사에 나섰고 60개 업체가 압수수색되었다. 그 후 약 3개월 동안 확대 수사가 진행되었고 연예인들과 고위 공직자 자제들이 연루되어 편입 취소와 함께 재입대를 하게 되었다. 이 사건은 2008년부터 IT업체 편입 자격이 강화되는 계기가 된다.
- 4월 27일
  - 에스토니아 수도 탈린에서 옛 소비에트 연방군 병사를 새긴 동상을 이전하는 문제로 경찰과 시위대가 충돌하였다.
  - 서울고등법원의 특별2부는 자유주의교육운동연합에서 대한민국의 교육인적자원부를 대상으로 낸 소송에서 교육인적자원부에 수능원점수와 교육과정평가원에서 시행하는 학업평가 자료를 공개할 것을 명령하였으나, 교육인적자원부는 즉각 상고할 것이라는 입장을 표명했다.
- 5월 3일 - 스코틀랜드 총선에서 스코틀랜드의 독립을 주장하는 스코틀랜드 국민당이 승리하였다.
- 5월 5일- 카메룬 남부에 케냐항공 507편이 추락하다.
- 5월 6일- 프랑스 대통령선거 결선투표. 니콜라 사르코지가 당선되었다.
- 5월 9일 - 박근혜 한나라당 대선 예비후보는 강재섭 대표가 제안한 경선규칙 중재안을 거부됐다.
- 5월 10일
  - 이명박 전 서울시장이 대선후보 당내경선 출마를 공식 선언하였다.
  - 토니 블레어 영국 수상이 곧 사임할 것임을 밝혔다.
- 5월 12일- 2007년 유로비전 송 콘테스트가 핀란드 헬싱키에서 개최되었으며, 세르비아 대표가 우승하였다.
- 5월 14일- 강정마을에 해군기지를 건설하기로 결정났다.
- 5월 15일 - 소말리아 앞바다에서 한국인 선원들이 타고 있는 배 마부노호가 해적들에게 피랍되었다. 대한민국 정부는 그 이후 무관심으로 일관했다.
- 5월 16일 - 러시아 혁명 이후 분열되었던 러시아 정교회가 재통합을 선언하였다.
- 5월 17일- 한국 아동 문학가 권정생이 타계하다.
- 5월 25일
  - 한미자유무역협정 문건이 공개되었다.
  - 대한민국 해군소속의 이지스함 제1번함인 세종대왕함이 진수되었다.
- 5월 27일- 베네수엘라의 대표적인 민영방송인 RCTV가 정부의 명령으로 방송을 중단하여야만 했다. 이 방송은 7월 16일 다시 케이블과 위성방송을 통해 방송을 재개하였다.
- 6월 1일 - 미국 해군의 군함이 소말리아의 반군 기지를 포격하였다.
- 6월 5일 - 산림청은 식목일의 날짜와 명칭을 바꾸는 작업에 착수했다고 밝혔다.
- 6월 6일 - 2007년 G8 정상회담이 독일 하일리겐담에서 개최되었다. 이에 따라 반 세계화 시위도 함께 있었다. (~6월 8일)
- 6월 7일 - 교황 베네딕토 16세가 성 베드로 광장에서 일반 접견 행사를 하던 중에 신원미상의 괴한이 교황이 탄 차량에 뛰어드는 사건이 발생하였다. 교황청 측의 조사에 따르면 교황의 위해가 목적이 아니었고 주목받기를 원했던 것으로 알려졌다.
- 6월 25일 - 캄보디아에서 여객기 추락 사고가 일어나다. 이 사고로 KBS기자 조종옥기자 일가족 포함한 탑승자 전원이 사망하였다.
- 6월 27일
  - 영국의 새 총리에 고든 브라운이 지명되어 취임하였다.
  - 제주도가 유네스코의 세계자연유산으로 등재되었다.
- 6월 28일 - 헌법재판소는 재외 국민에게 선거권이 없다는 내용의 공직선거법에 대해 헌법 불합치 결정을 내렸다.
- 6월 29일 - 애플이 아이폰 최초 모델을 출시하였다.

### 7월 ~ 9월
- 7월 1일
  - 홍콩이 중화인민공화국의 관할구역으로 편입된 지 10주년이 되었다.
  - 포르투갈이 독일로부터 EU의 의장국 지위를 넘겨받았다.
  - 러시아의 코랴크 자치구와 캄차카주가 캄차카 지방으로 합쳐졌다.
- 7월 16일- 일본 니가타현 인근에서 리히터 규모 6.8의 지진이 발생. 자동차 생산 중단, 방사능 유출되었다. 니가타현은 피해 액수는 약 1조 5천억 엔으로 추산했다.
- 7월 17일- 브라질 상파울루 공항에서 탐(TAM) 항공사 소속 여객기 충돌 사고가 일어나 탑승객 전원을 비롯한 250여명이 사망하다.
- 7월 18일- 인도가 대통령 선거를 치르다. 프라티바 파틸이 당선되었으며, 인도 역사상 첫 여성 대통령이다.
- 7월 19일- 아프가니스탄에서 탈레반에 의해 2007년 탈레반 한국인 납치 사건이 일어나다.
- 7월 21일- 미국의 부통령 딕 체니가 조지 W 부시 대통령의 일시적인 건강 문제로 반나절동안 대통령의 직무를 수행하였다.
- 7월 25일- 종합주가지수가 사상처음으로 2000포인트를 돌파하였다.
- 7월 28일- 시에라리온 대통령 선거.
- 8월 1일- 미국 미네소타주 미니애폴리스에 있었던 I-35W 주간 고속도로 미시시피 강 교량이 붕괴되었다.
- 8월 2일- 징병검사에서 혈압을 일시적으로 올리는 동작을 취하며 본태성 고혈압으로 위장 후 병역을 면제받은 장정들이 적발되었다. 이 사건으로 징병검사의 허술함이 드러나 논란이 일어나다.
- 8월 4일
  - 이스라엘 총리 에후드 올메르트가 고대 도시 예리코를 방문하다. 또한 요르단강 서안 지구와 가자 지구를 이스라엘 총리가 방문한 지 7년 만이며, 올메르트 총리는 이때 팔레스타인 자치정부의 수반인 마흐무드 압바스를 만나 회담을 하였다.
  - 미국의 화성 탐사선 피닉스가 케네디 우주센터에서 발사되다.
- 8월 6일- 대한항공 801편이 괌 아가나 국제공항(안토니오 비 원 팻 국제공항) 부근 니미츠 힐 언덕 정상에 추락한 지 10주기가 되던 날이었다.
- 8월 9일
  - 미국 서브프라임 모기지론 사태의 영향으로 다우 존스 공업평균지수가 사상 최대의 폭락폭인 387.18 포인트를 기록하며 폭락하였다.
  - 프랑스 최대은행 BNP 파리바은행은 미국 서브프라임 모기지론 사태에 따른 신용경색을 이유로 자사의 3개 자산유동화증권(ABS)펀드에 대한 자산가치 평가 및 환매를 일시 중단하였다.
- 8월 12일 - 제주항공 502편 활주로 이탈 사고 발생.
- 8월 13일 - 서울 청량리역에서 25m 크레인이 전복되는 사고 발생. 이 사고로 2명 사망
- 8월 15일
  - 페루 중부 서안에서 규모 8.0의 강진으로 4백 명 이상이 사망하고 1천 명 이상이 다치다.
  - 인도가 대영 제국으로부터 독립한 지 60년이 되다.
- 8월 16일 - 서브프라임 모기지 사태로 인해 대한민국 증시 사상 최악의 날이 벌어졌다. 코스피지수는 6.93%, 125.91포인트 폭락했고, 코스닥시장에서는 서킷브레이커까지 발동되면서 10.15%, 77.85포인트가 폭락했다. 당시 코스닥시장에서의 하락종목 수는 937개(사상 최대치). 하한가 종목 역시 293개라는 기록을 세웠다.
- 8월 19일- 유엔 인종차별철폐위원회(CERD)는 한국 사회의 다민족적 성격을 인정하고, 대한민국이 실제와는 다른 단일 민족 국가라는 이미지를 극복할 것을 권고하였다.
- 8월 20일- 대한민국의 대표적인 보수정당인 한나라당이 이명박을 한나라당 17대 대통령 선거의 후보로 선출했다.
- 8월 24일- 코스타스 카라만리스 그리스 총리는 그리스 산불에 대한 국가 비상사태를 선포하다.
- 8월 30일- 단국대학교 본교가 서울특별시 용산구 한남동에서 경기도 용인시 수지구 죽전동으로 이전하였다.
- 8월 31일- 말레이시아가 독립을 선포한 지 50년이 되다.
- 9월 2일
  - 2007년 탈레반 한국인 납치 사건: 탈레반에 납치됐던 나머지 인질 19명이 인천국제공항을 통해 귀국하였다.
  - 19차 아시아 태평양 경제협력체 정기 회의가 오스트레일리아 시드니에서 개최되다.(~9월 9일)
- 9월 3일
  - 미국 탐험가 스티브 포셋이 실종되다
  - 영국군이 이라크 바스라에서 철수하다.
- 9월 5일- 고산이 대한민국 최초의 우주비행사로 선발되다
- 9월 6일
  - 비자금을 조성해 수백억원의 회삿돈을 횡령한 혐의로 기소되어 1심에서 실형을 선고받았던 정몽구 현대-기아 자동차 그룹 회장에게 향후 5년간 8400억원을 사회에 출연하는 등 사회봉사를 하는 조건으로 집행유예가 선고되다.
  - 청와대는 이명박 한나라당 대선 후보와 안상수 원내대표 등을 허위사실 유포에 의한 명예훼손 혐의로 이르면 검찰에 고소하기로 했다고 발표했다.
- 9월 7일
  - 미국의 조지 W. 부시 대통령은 조선민주주의인민공화국이 핵무기 개발 계획을 포기하면 평화 조약을 맺을 용의가 있다고 밝혔다.
- 9월 10일
  - 대한민국의 변양균 청와대 정책실장이 신정아 스캔들로 인한 언론 보도로 사퇴하다.
  - 콜롬비아의 마약범 디에고 몬토야가 검거되다.
- 9월 11일- 보복폭행 혐의로 1심에서 실형을 선고 받았던 김승연 한화그룹 회장이 항소심에서 집행유예형을 선고받고 석방됐다.
- 9월 12일
  - 일본의 아베 신조 총리가 사의를 표명했다.
  - 필리핀 법원은 조지프 에스트라다 전 대통령에게 재임중 금전적 비리 혐의를 인정하고 종신형을 선고하다.
- 9월 14일
  - 대한민국의 대표적인 진보주의 정당인 대통합민주신당의 한명숙 후보가 경선 참여를 포기하고 이해찬 본경선후보 지지를 선언하였고, 다음날(15일)에는 유시민도 경선 참여를 포기했다.
  - 빅토르 주코프가 러시아의 국무총리로 지명되다.
  - 대한민국 서울의 목동 아이스링크장에서 김연아 선수 경기 중 지붕에 화재발생.
- 9월 15일
  - 대한민국의 대표적 진보·사회민주주의정당인 민주노동당의 권영길 후보가 경선 결선투표에서 52.74%를 획득함에 따라 심상정 후보를 제치고 민주노동당의 대선 후보가 되었다
  - 대한민국 대구의 섬유공장에서 화재가 발생, 100억 원의 재산 피해가 발생하다.
- 9월 16일
  - 학력 위조 등의 의혹을 받고 있는 신정아 전 동국대학교 교수가 자진 귀국하여 곧장 검찰에 연행되다.
  - 태풍 나리가 한반도를 지나면서 제주도를 비롯한 전라도, 경상도 지역에 많은 피해가 발생했다.
  - 푸켓에서 여객기가 착륙도중 추락하는 사고가 발생하다.
- 9월 26일
  - 일본의 총리에 후쿠다 야스오가 정식으로 임명되어 후쿠다 야스오 내각이 성립하다.
  - 미얀마(구 버마)에서 민주화를 요구하던 불교 승려 3명과 시민 1명이 군사정권의 총격으로 사망하였다. 이 일로 전 세계에 반정부 시위소식이 전 세계로 알려지게되었다.
  - 베트남에 껀터대교 붕괴 사고가 일어나다.
- 9월 29일- 미얀마(구 버마)의 군정 당국은 반정부 시위가 '진압'되었음을 선언하다.

### 10월 ~ 12월
- 10월 1일 - 하츠네 미쿠가 개선 되었다.
- 10월 2일 - 대한민국의 노무현 대통령이 제2차 남북정상회담(~10월 4일)을 위하여 평양을 방문하다.
- 10월 3일 - 대한민국의 피겨스케이팅선수 김민우씨가 자가용으로 가로수를 들이받고 혼수상태에 빠졌으나 4일날 사망했다.
- 10월 15일 - 중국 공산당 17대 전국 회의가 중국 베이징의 인민대회당에서 열리다.
- 10월 19일
  - 인도 뉴델리 부시장 바즈와가 자기 집 테라스에서 원숭이 떼의 습격을 받아 숨졌다.
  - 8년간의 망명생활을 마치고 파키스탄으로 귀향한 베나지르 부토 전 총리가 폭탄테러를 당했다. 부토는 무사했지만 140여명이 사망하고 400여명이 부상당했다.
- 10월 22일
  - 미국 캘리포니아주에서 커다란 산불이 나다.
  - 신미양요 당시 미국이 전리품 명목으로 가져간 어재연 장군의 수자기가 일시적으로 한국으로 반환되었다.
- 10월 24일
  - 중국이 달 탐사선 창어 1호 발사에 성공하다.
  - 대한민국 국정원 과거사건 진실규명을 통한 발전위원회는 김대중 납치사건 당시 박정희의 묵시적 승인이 있었다고 판단했다.
- 10월 28일 - 아르헨티나 대통령 선거에서 크리스티나 페르난데스가 당선되어, 아르헨티나 역사상 두 번째 부부대통령이 탄생하다.
- 10월 29일 - 조선민주주의인민공화국 선박 대홍단호가 소말리아 해적들에게 피랍당했으나, 다음날 선원들이 오히려 해적들을 제압했고, 미 해군에 의해 구조되었다.
- 10월 31일
  - 러시아의 톨리야티에서 폭탄 테러가 발생해 8명이 죽고, 51명이 부상당했다.
  - 세계경제포럼은 2007년 국가경쟁력 순위를 발표하였다. 1위는 미국이었다. 대한민국은 2006년 발표에서 23위였으나, 2007년 발표에서 11위로 급상승하였다.
- 11월 2일
  - 대한민국 인기 가수 이효리가 국민연금 1년여치를 미납한 것으로 드러났다. 당사자 이효리는 이사를 갔는데 고지서가 옛날 집으로 계속 발송되어서라고 해명했다.
  - 대한민국 여자 축구 유망주였던 김지수가 뇌사 상태에 빠진 지 3개월 만에 사망했다. 그의 유족들은 의료 사고라고 주장하고 있다.
- 11월 3일
  - 대한민국 철도 경부선 부산역에서 6시 30분에 출발하려던 KTX 차량 2대가 충돌해 승객 2명이 찰과상을 입었고, 1시간 동안 지연되다.
  - 대한민국 김용철 전 삼성그룹 법무팀장이 천주교정의구현전국사제단을 통해 이건희 회장의 로비 관련 지시사항이 담긴 문건을 공개했다.
  - 파키스탄의 페르베즈 무샤라프 대통령이 헌법 효력을 중단시켜 국가 비상사태를 선포하고 대법원장을 축출했다.
- 11월 4일
  - 일본 제1야당 민주당 대표 오자와 이치로가 사임하다.
  - 소말리아 해적들에게 피랍당했던 마부노호 선원들이 석방되다.
  - 한국 프로축구 K리그 포항 스틸러스가 성남 일화와의 챔피언 결정전 1차전에서 승리하다.
- 11월 5일 - 미국의 TV 작가들이 총 파업에 들어가다.
- 11월 10일 - 스페인의 후안 카를로스 1세와 베네수엘라 대통령 우고 차베스 사이에 벌어진 사건.
- 11월 11일
  - 슬로베니아 대통령 선거 결선투표. 68.26%의 득표율을 기록한 다닐로 튀르크 후보가 당선되다.
  - 한국 프로축구 K리그 포항 스틸러스가 챔피언 결정전 2차전에서 성남 일화를 꺾고 15년만에 K리그 정상에 서다.
- 11월 13일 - 덴마크의 국회의원 선거. 아네르스 포그 라스무센 수상은 3선 도전에 성공하다.
- 11월 14일
  - 대한민국의 여3당과 한나라당이 삼성 비자금에 대한 특검법안을 제출하였고, 검찰은 삼성 비자금 특별수사본부를 설치하였다.
  - 칠레 북부에서 진도 7.7의 지진이 발생하다.
- 11월 16일 - 대한민국 BBK 주가조작 의혹 핵심 인물인 김경준이 귀국하다.
- 11월 19일 - 대한민국의 이용철 변호사는 청와대 법무비서관 재직시 현금 500만 원의 뇌물이 든 가방을 삼성으로부터 받았다가 돌려준 적이 있다고 폭로하였다.
- 11월 24일
  - 오스트레일리아 국회의원 총선거에서 케빈 러드가 이끄는 노동당이, 존 하워드 총리의 자유-국민당 보수연립을 누르고 승리하였다.
  - 미국 캘리포니아에서 한 달 만에 또다시 산불이 나다.
- 11월 26일 - 대한민국 군 원로들이 5·18 광주 민주화 운동을 소재로한 팩션(faction) 영화《화려한 휴가》에 대해 고소하였다.
- 11월 27일 - 미국 아나폴리스에서 이스라엘과 팔레스타인의 화해를 모색하기 위한 평화회담이 개최되다.
- 11월 29일 - 필리핀 군대가 글로리아 마라파갈 아로요 대통령 퇴진을 요구하며 쿠테타를 일으켰다가 진압되었다.
- 12월 2일 - 우고 차베스 베네수엘라 대통령이 언론통제, 종신 대통령 등을 꿈꾸며 제안한 개헌안이 국민 투표에 의해 부결되었다.
- 12월 3일
  - 오스트레일리아의 총선에서 승리한 케빈 러드가 제26대 연방총리직에 취임하였다. 그는 첫 공식집무로 교토 의정서에 서명하였다.
  - 제13차 유엔기후변화회의가 인도네시아 발리섬에서 개최되었다.(~ 12월 15일)
- 12월 4일 - OECD 국제학생평가프로그램(PISA)의 2006년 보고서가 공개되었다. 읽기 분야의 1위는 대한민국, 수학 분야의 1위는 중화민국, 과학 분야의 1위는 핀란드인 것으로 발표되었다.
- 12월 5일
  - 대한민국 강화도에서 총기 탈취 사건이 일어나 해병대 군인 1명이 사망하다.
  - 2007년 대한민국 대통령 선거 : 검찰은 이명박 대선후보의 BBK 주가 조작 사건에 대해 무혐의로 발표하였다. 이로 인해 대통합민주신당을 비롯한 여러 정당이 부정적인 입장을 취하거나 규탄 집회를 열었다.
  - 미국 네브래스카주 오마하에서 로버트 호킨슨이 한 몰(상점)에서 총을 난사하여 8명을 죽이고 5명을 다치게 했으며, 그 자신도 자살했다.
- 12월 6일 - 대한민국 친일반민족행위진상규명위원회는 일제 강점기 중기의 친일반민족행위 195인 명단을 확정해 대통령과 국회에 보고했다.
- 12월 7일 - 대한민국충남 태안군 소원면 앞바다에서 홍콩선적 유조선 '허베이 스피리트'와 해상 크레인을 적재한 삼성물산 소유의 '삼성 1호' 부선이 충돌하여 15,000t의 원유가 바다로 유출되었다. 이 사고는 1995년 전남 여수 앞바다에서 발생한 씨프린스호 사고에서 유출된 5,035t 원유의 2배에 달하는 규모이다.
- 12월 8일 - 포르투갈 리스본에서 EU-아프리카 정상회담이 개최되었다. 영국 수상과 체코 수상은 짐바브웨의 로버트 무가베가 참석한 것을 이유로 들어 참석하지 않았다.
- 12월 10일 - 크리스티나 페르난데스가 아르헨티나 대통령에 정식으로 취임하다.
- 12월 11일 - 알제리에서 또다시 폭탄 테러가 발생하여, 76명까지로 추정되는 사망자와 170명이 부상을 입었다.
- 12월 12일
  - 대한민국 강화도 총기 탈취 사건 용의자가 검거되다.
  - 예술의 전당 오페라 하우스에서 라 보엠 공연 도중 화재가 발생해, 2천여 명이 대피하는 소동을 겪었다.
- 12월 13일
  - 이수성후보가 대한민국 대한민국 제17대 대통령 선거 후보직을 사퇴하다.
  - 대한민국 제17대 대통령 선거 후보로 출마한 경제공화당 허경영후보가 여러 언론을 통해 예전부터 자신과 박근혜 한나라당 전 대표가 단순한 친분 이상의 관계이며 결혼할 것이라는 주장을 하자, 박근혜 전 대표 측이 공식적으로 소송을 제기했다.
- 12월 19일 - 대한민국 제17대 대통령 선거에서 이명박 후보가 당선되었다.
- 12월 20일 - 뉴질랜드 북섬 일대에 진도 6.6의 지진이 발생하다.
- 12월 21일
  - 이혼숙려제도를 규정하는 법 규정이 마련되다.
  - EU 회원국 자유여행 협정인 ‘솅겐 조약’이 체코, 에스토니아, 헝가리, 라트비아, 리투아니아, 몰타, 폴란드, 슬로베니아, 슬로바키아 9개국에 확대 적용, 발효되어 15개국을 여권없이 자유롭게 이동하게 되었다.
- 12월 23일
  - 네팔은 240여 년간의 왕정을 폐지하고 2008년 4월 공화국으로 새출발할 것임을 선언하다.
  - 타이의 국회의원 선거에서, 쿠테타로 축출되었던 탁신 친나왓 전 수상을 지지하는 성향의 '국민의 힘'당이 승리하였지만, 단독으로 과반수 의석을 차지하는 데에는 실패하였다.
- 12월 25일 - 경기도 안양시에서 초등학생 2명이 실종되다.-안양 초등생 실종 피살 사건
- 12월 27일
  - 파키스탄 전 총리 베나지르 부토가 저격당하여 숨졌다.
  - 케냐의 대통령 선거.
- 12월 28일 - 일본 후쿠다 야스오 총리가 중국 대학 강연에서 “과거 일본 전쟁 책임에 대해 반성”이라고 사과했다.

## 문화
- 1월 1일 - 대한민국 충청북도 청원군 오창면이 오창읍으로 승격되다.
- 1월 5일 - 중화민국의 타이베이와 가오슝간의 고속철도가 개통하였다.
- 1월 8일 - 서울에 위치한 롯데월드가 전면 개보수를 위해 휴장하다.
- 1월 13일 - 축구스타 데이비드 베컴이 레알 마드리드에서 미국 프로축구(MLS) 무대로 이적할 것이라고 알려졌다.
- 1월 22일 - 대한민국에서 새 10000원권, 1000원권이 통용되다.
- 1월 28일 - 중국 장춘에서 2007년 동계 아시안 게임이 개최되었다.(2월 4일까지.)
- 1월 30일 - 윈도우 비스타가 출시되었다.
- 2월 1일 - SMB funE가 개국하였다.
- 2월 4일 - 국악전문채널 국악방송(서울경기 FM 99.1 MHz)이 원래 사옥인 국립국악원에서 서울 상암동 DMC로 이전했다.
- 2월 6일 - 문화관광부가 아시아 각 국의 방송·문화 콘텐츠를 공동으로 유통하는 '아시아문화채널' 설립을 추진하였다.
- 2월 7일 - 대한민국 축구 국가대표팀이 그리스를 상대로 1-0 승리를 거두었다.
- 2월 8일 - 1987년 6월항쟁 이후 다음해인 1988년 순수 국민자금으로 설립된 한겨레신문이 창간호를 복원해 1000부를 찍어냈으며 3월 주주총회 때 배포하였다.
- 2월 9일 - 미국 메이저 리그 야구에서 뛰고 있는 박찬호가 메츠와 1년간 옵션을 포함해 총 300만 달러에 계약했다.
- 2월 10일 - 원더걸스가 《MBC 쇼음악중심》를 통해 데뷔하였다.
- 2월 11일 - 영국 프리미어리그의 맨체스터 유나이티드에서 뛰고 있는 박지성이 찰튼과의 경기에서 헤딩슛으로 시즌 2호골을 터뜨렸다.
- 2월 12일
  - 부산광역시와 경상남도 전역을 가시청권으로 하는 KNN이 서부경남지역의 뉴스와 프로그램제작을 담당할 진주방송센터 개국 기념식을 갖는다.
- 2월 13일 - F.T 아일랜드가 데뷔했다.
  - 대한민국 최대의 케이블TV 지역방송국 소유기업인 티브로드의 전국 계열SO가 채널개편을 단행한다.
- 2월 21일 - 증산도미디어에서 STB미디어넷으로 상호를 변경하였다.
- 2월 28일 - 대한민국이 예멘과의 올림픽 예선 2차전 첫 경기에서 1-0으로 승리했다.
- 3월 1일 - 대한민국의 법률방송 개국.
  - 경부선 8200호대 신형전기기관차 운행개시.
- 3월 9일 - 《무구정광대다라니경》이 신라 때가 아니라 고려 초기 때 것이라는 주장이 제기되다.
- 3월 18일 - 2007 서울국제마라톤에서 이봉주선수가 역전우승을 하였다.
- 3월 19일 - 대한민국의 상생방송 개국.
- 3월 23일 - 공항철도 1단계 구간 개통. (인천국제공항 ↔ 공항화물청사 ↔ 운서 ↔ 검암 ↔ 계양 ↔ 김포공항)
- 3월 24일
  - 작곡가 윤이상 탄생 90주년을 기하여, 그의 고향인 경남 통영에서 제6회 "통영국제음악제"가 개막되었다.
  - FIFA공식지정 축구 평가전에서 대한민국이 우루과이에 0:2패를 당했다.
- 3월 25일 - 박태환 선수가 세계수영선수권 자유형 400m 경기에서 금메달을 차지했다.
- 3월 27일
  - 박태환이 오스트레일리아에서 열린 자유형 200m 결승에서 동메달을 차지했다.
  - 대구광역시가 2011년 세계육상선수권 대회 개최지로 선정되다.
- 3월 29일 - 카라가 《Mnet 엠카운트다운》을 통해 데뷔하였다.
- 4월 6일 - EBS english 개국.
- 4월 17일
  - 대한민국 인천광역시가 제 17회 아시안 게임 개최지로 결정되었다.
  - 대전 도시철도 1호선이 완전 개통되었다. (정부청사 ~ 반석 구간 개통)
- 5월 15일 - 부산 시내버스 준공영제 및 시내버스-도시철도 환승할인제를 시행하였다.
- 5월 17일 - 경의선과 동해선의 운행이 끊긴 지 각각 56년과 57년 만에 휴전선을 넘어 시험 운행되었다.
- 5월 20일 - '일본군 위안부 문제해결을 위한 제8차 아시아연대회의'가 서울에서 개막되었다.
- 6월 4일 - 경상북도 경산시, 대구 도시철도 2호선 연장 착공 시작하였다.
- 6월 9일 - 야구선수 양준혁이 한국 프로야구 최초로 2000안타를 달성하였다.
- 6월 18일 - 두바이 타워스 도하가 착공되었다.
- 6월 27일 - 제주도가 유네스코의 세계자연유산으로 등재되다.
- 6월 29일 - 애플사의 아이폰이 출시되다.
- 6월 30일
  - 서울에 위치한 롯데월드가 재개장하다.
  - 2007년 FIFA U-20 월드컵이 캐나다에서 개최되었다. (~ 7월 22일)
- 7월 1일 - 일본 신칸센 N700계 전동차가 영업운전을 시작하다.
- 7월 3일 - LPH-6111 독도가 취역했다.
- 7월 4일 - 과테말라의 과테말라시에서 개최된 국제 올림픽 위원회 총회에서 러시아 소치가 강력한 경쟁상대였던 대한민국 평창을 누르고 2014년 동계 올림픽 개최지로 결정되었음을 선언되었다.
- 7월 7일~7월 29일 - 말레이시아·베트남·인도네시아·타이 4개국의 공동개최로 개최국인 타이와 이라크간의 경기를 시작으로 2007년 AFC 아시안컵이 개최되었다.
- 7월 8일 - 미국의 항공회사인 보잉이 새로운 민간항공기 보잉 787 드림라이너의 1호 시제품을 출고하다.
- 7월 16일 - 전국 기초자치단체 최초로 마산 시내버스 준공영제를 시행하였다.
- 7월 17일 - 제헌절 마지막 공휴일이 되었다. (제59주년)
- 7월 21일 - J. K. 롤링의 《해리 포터》의 마지막 이야기인 《해리 포터와 죽음의 성물》의 영어 원판이 출간되었다.
- 7월 27일 - 국기에 대한 맹세를 개편했다.
- 7월 29일 - 이라크가 2007년 AFC 아시안컵 결승전에서 사우디아라비아를 1:0으로 꺾고 우승하였다.
- 8월 1일 - 스카우트가 시작된 지 100주년이 되었다.
- 8월 5일 - 소녀시대가 《SBS 인기가요》를 통해 데뷔하였다.
- 8월 7일 - 미국 프로야구 메이저 리그 선수인 배리 본즈가 개인 통산 756호 홈런을 기록하며, 행크 아론의 개인 통산 최다 홈런기록을 경신하다.
- 8월 18일~9월 9일 - 2007 FIFA U-17 월드컵이 대한민국에서 개최되었다.
- 8월 24일~9월 2일 - 제11회 세계육상선수권대회가 일본 오사카에서 개최하다.
- 8월 31일
  - 에어부산 창립.
  - 하츠네 미쿠가 출시되었다.
- 9월 1일 - 핀란드에서 모든 아날로그 텔레비전 방송이 종료되다.
- 9월 7일~10월 20일 - 프랑스에서 럭비 월드컵이 개최하다.
- 9월 9일
  - 새벽에 열린 2008 베이징올림픽 축구 최종예선에서 대한민국 올림픽 대표팀이 바레인을 강민수의 골에 힘입어 1-0으로 이겼다.
  - 자메이카의 육상 단거리 선수 아사파 포웰이 이탈리아에서 열린 IAAF 그랑프리 남자 100 미터 부문에서 9.74초를 기록하며 새로운 세계 기록을 수립하였다.
- 9월 13일
  - 부르즈 두바이가 CN 타워의 지구상 건축물 최고 높이의 기록을 경신하다.
  - 스퀘어 에닉스에서 개발한 크라이시스 코어 파이널 판타지 7가 출시되었다.
- 9월 17일 - 대한민국의 사이언스TV 개국.
- 10월 10일 - 대한민국 서울특별시 중구에 위치한 프레스센터에서 사형제도 폐지국 선포식이 열렸다.
- 10월 18일
  - 국제전기통신연합(ITU)은 스위스 제네바 국제회의센터에서 진행된 전파총회(Radio Assembly) 본회의에서 대한민국에서 개발한 와이브로 기술을 3G 국제표준으로 승인하다.
  - 일본의 록 밴드 엑스 재팬이 10년 만의 재결성을 발표하다.
- 10월 23일 - 이스타항공 설립
- 10월 25일 - 싱가포르의 싱가포르 항공이 에어버스사의 민간항공기 A380의 세계 첫 인도를 받다.
- 10월 28일 - 보스턴 레드삭스팀이 2007년 미국 프로야구 메이저 리그 월드 시리즈에서 4차전 끝에 콜로라도 로키스를 꺾고 우승을 차지하였다.
- 10월 29일 - KBO 리그 KBO 한국시리즈 6차전에서 SK 와이번스가 두산 베어스를 5대 2로 꺾고 시리즈 전적 4승 2패로 2000년 창단 이후 7년만에 통산 1번째 우승을 달성하였다.
- 10월 30일 - 브라질이 2014년 FIFA 월드컵의 개최국으로 결정되다.
- [10월 30일] 노벨문학상을 받은 한강이 집필한 소설 《채식주의자》가 출판사 창비에서 출간되었다.
- 11월 1일 - 일본 프로야구 일본 시리즈 5차전에서 주니치 드래건스가 홋카이도 닛폰햄 파이터스를 1대 0으로 누르고 1954년 이후 53년만에 통산 2번째 우승을 달성하였다.
- 11월 5일 - 대한민국 한국방송광고공사 NEW CI 선포식.
- 11월 6일 - 현대자동차에서 NF쏘나타에서 NF쏘나타트랜스폼을 출시하다. 자동차등록사업소에서 차량번호를 길쭉한 상태로 바뀌었다.
- 11월 8일 - 무안국제공항 개항.
- 11월 15일
  - 대한민국, 2008학년도 대학수학능력시험을 실시하다.
  - 대한민국 해군 제3함대 사령부 61년만에 목포로 이전.
  - 컴뱃암즈가 온라인 서비스 시작됐다.
- 11월 24일 - 대한민국의 김연아는 러시아의 모스크바에서 열린 그랑프리 5차 대회 프리 스케이팅 부분에서 197.20점으로, 172.77점인 나카노 유카리 보다 높은 점수로 우승했다.
- 11월 26일
  - 롯데 자이언츠가 대한민국KBO 리그 사상 처음으로, 외국인 감독 제리 로이스터를 영입하다.
  - 한국의 선교(仙敎)를 널리 알리고 한국의 선사(仙史)를 되찾기 위한 "<仙敎> 정기간행물"(등록번호 전남사00007,선교환인집부회 발행)이 창간 되었다.
- 11월 27일 - 2012년 세계 박람회 개최지로 대한민국 전남 여수시가 확정되다.
- 11월 29일 - 마거릿 호지 영국 문화 장관이 국기 유니언 잭의 디자인을 변경하는 것을 검토하겠다고 밝혔다.
- 11월 30일 - 경기도 고양시 일산동구 장항동에서 MBC 드림센터가 개관.
- 12월 7일 - 11월 15일 대한민국에서 실시되었던 대학수학능력시험의 성적이 공개되어 수험생에게 성적표가 통지되었다.
- 12월 8일 - 로또추첨방송이 로또추첨기를 할로겐추첨기에서 비너스추첨기로 바뀌었다.
- 12월 19일 - 블라디미르 푸틴 러시아 대통령이 타임가 선정한 '올해의 인물'에 선정되다.
- 12월 21일 - 영국의 국왕인 엘리자베스 2세 여왕이 81년 7개월 29일의 기록으로 빅토리아 여왕이 가지고 있었던 영국 군주 사상 최장 재위기간 기록을 경신하였다.
- 12월 22일 - KBS 연예대상에서 탁재훈이 대상수상하였다.
- 12월 24일 - 수도권 전철 분당선 죽전역 개통.
- 12월 27일
  - 수도권 전철 중앙선이 팔당역까지 연장되었다.
  - 엘소드가 온라인 서비스 시작됐다.
  - 크립톤 퓨처 미디어에서 VOCALOID2를 채용한 카가미네 린·렌을 발표.
- 12월 28일
  - OBS경인TV 개국.
  - 수도권 전철 1호선 덕계역 개통.
  - 서울외곽순환고속도로 의정부 나들목 ~ 송추 나들목 개통함으로써 전 구간 완전 개통.
  - FIFA에서 콜롬비아 보고타, 에콰도르 키토, 볼리비아 라파스와 같이 수도가 해발 2,500m가 넘는 산에 있는 나라에서 축구 경기를 열지 못하게 되었다.
- 12월 29일 - MBC 방송연예대상에서 이순재&무한도전이 공동수상이다.
- 12월 30일 - SBS 연예대상에서 강호동이 대상수상하였다.
  - MBC 연기대상에서 배용준이 대상수상 하였다.
- 12월 31일 - 군산선 통근열차(군산~전주)의 마지막 운행일이자 군산선이 장항선으로 통합되기 전 마지막 날이다.
  - KBS 연기대상에서 최수종이 대상수상 하였다
  - SBS 연기대상에서 박신양&김희애 공동수상 하였다.

## 탄생

### 1월
- 1월 1일 - 대한민국의 가수 박준환 (아이딧).
- 1월 3일
  - 대한민국의 배우 조휘준.
  - 대한민국의 배우 길정우.
- 1월 6일 - 대한민국의 배우 이다경.
- 1월 9일 - 오스트레일리아의 화가 아엘리타 앤드리.
- 1월 11일 - 대한민국의 배우, 가수 리원.
- 1월 21일 - 미국의 배우 케네디 클레멘트.
- 1월 27일 -일본의 아이돌 오카모토 카이리.
- 1월 30일 - 중국의 배드민턴 선수 장즈제. (~2024년)

### 2월
- 2월 4일 - 브라질의 가수 멜로디.
- 2월 12일 - 대한민국의 피아니스트 강병오.
- 2월 14일 - 일본의 아이돌 카이베 아카리.
- 2월 16일 - 대한민국의 배우 최로운.
- 2월 21일 - 대한민국의 가수 이서 (IVE).
- 2월 23일 - 대한민국의 배우 황재원.
- 2월 28일 - 대한민국의 아역배우 조유하.

### 3월
- 3월 2일 - 대한민국의 배우 엄채영.
- 3월 5일 - 대한민국의 연극배우, 뮤지컬배우 김민지.
- 3월 14일 - 대한민국의 뮤지컬 배우 김태희.
- 3월 19일 - 대한민국의 가수 정동원.
- 3월 20일 - 대한민국의 가수 한유진 (제로베이스원).
- 3월 21일 - 대한민국의 영화배우 메이슨 문 무어하우스.
- 3월 25일 - 미국의 배우 케일리 플레밍.
- 3월 27일 - 대한민국의 가수 김나예.

### 4월
- 4월 7일 - 대한민국의 가수 지영.
- 4월 10일 - 네덜란드의 공주 네덜란드 공주 아리아너.
- 4월 12일 - 대한민국의 가수 정혜린. (tripleS)
- 4월 13일 - 대한민국의 배우 차성제.
- 4월 17일 - 일본의 아이돌 오즈 레이나.
- 4월 18일 - 베네수엘라의 가수 에밀리 갈라비즈.
- 4월 21일 - 덴마크의 공주 이사벨라.
- 4월 26일 - 대한민국의 배우 최지원.
- 4월 28일 - 대한민국의 배우 김예준
- 4월 29일 - 스페인의 공주 소피아 데 에스파냐 왕녀.

### 5월
- 5월 2일 - 대한민국의 가수 김채원.
- 5월 16일 - 미국의 배우 아이비 조지.
- 5월 25일 - 일본의 아이돌 나가시마 리오.
- 5월 27일 - 대한민국의 바둑 기사 김은지.
- 5월 28일 - 중화인민공화국의 다이빙 선수 취안훙찬.
- 5월 29일 - 일본의 아이돌 나카무라 유나.
- 5월 31일 - 대한민국의 배우 정지훈.

### 6월
- 6월 6일 - 미국의 배우 오브리 앤더슨에먼스.
- 6월 21일 - 대한민국의 송종국의 딸 송지아.
- 6월 26일 - 대한민국의 가수 원희.
- 6월 27일 - 일본의 아이돌 오가와 아야.
- 6월 29일 - 미국계 대한민국의  축구 선수 케이시 페어.

### 7월
- 7월 2일 - 대한민국의 영화배우 박민하.
- 7월 5일 - 대한민국의 배우 최수영.
- 7월 10일
  - 대한민국의 바둑 기사 김민서.
  - 미국의 배우 메이슨 세임스.
- 7월 11일 - 대한민국의 배우 이예선.
- 7월 13일 - 스페인의 축구 선수 라민 야말.
- 7월 16일 - 대한민국의 배우 이나윤.
- 7월 19일
  - 대한민국의 배우 이예은.
  - 대한민국의 배우 박민수.
- 7월 23일
  - 대한민국의 배우 김나희.
  - 대한민국의 유튜버 김가흔.
- 7월 28일 - 대한민국의 가수 나영.

### 8월
- 8월 1일 - 대한민국의 가수 정하연.
- 8월 3일 - 대한민국의 배우 양서연.
- 8월 13일 - 대한민국의 가수 박예린.
- 8월 14일
  - 아르헨티나의 축구 선수 프랑코 마스탄투오노.
  - 대한민국의 축구 선수 이동국의 딸 이재시, 이재아.
- 8월 23일 - 대한민국의 유튜버 김가흔.
- 8월 25일 - 일본의 아이돌 카자마노 노카.
- 8월 26일 - 일본의 배우 타카시마 코토하.
- 8월 27일 - 미국의 배우 아리아나 그린블랫.
- 8월 29일 - 대한민국의 배우 김정철.
- 8월 30일 - 일본의 스케이트보드 선수 니시야 모미지.

### 9월
- 9월 5일 - 일본의  아이돌 사쿠라이 에마
- 9월 9일 - 대한민국의 뮤지컬배우 이지훈.
- 9월 14일 - 대한민국의 배우 허정은.
- 9월 15일 - 대한민국의 배우 고우림.
- 9월 20일 - 대한민국의 사격 선수 반효진.

### 10월
- 10월 1일 - 대한민국의 배우 정링컨.
- 10월 3일 - 대한민국의 가수 김수민.
- 10월 5일
  - 대한민국의 배우 강민.
  - 대한민국의 배우 노이한.
- 10월 11일 - 대한민국의 가수 안지현.
- 10월 16일 - 대한민국의 가수 보니.
- 10월 25일 - 대한민국의 미얀마 가수 완이화.
- 10월 27일 - 대한민국의 테니스 선수 손하윤

### 11월
- 11월 2일 - 대한민국의 배우, 모델 황지아.
- 11월 3일 - 미국의 배우 겸 모델 에버 앤더슨.
- 11월 16일 - 대한민국의 배우 최현진.

### 12월
- 12월 8일 - 대한민국의 연극배우, 뮤지컬배우 신지수.
- 12월 17일 - 영국의 왕족 세번 자작 제임스.
- 12월 28일 - 대한민국의 뮤지컬 아역배우 황예영.

### 미상
- 대한민국의 성우 김시우.

## 사망

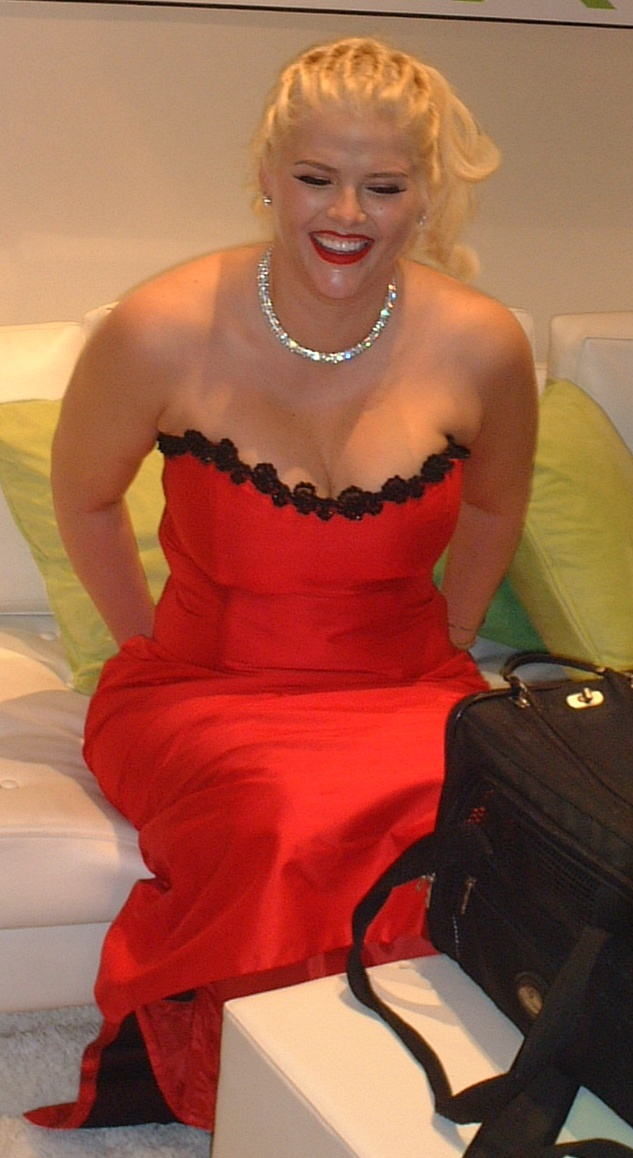
안나 니콜 스미스

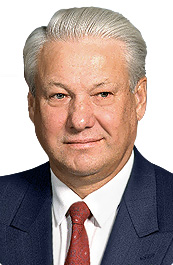
보리스 옐친

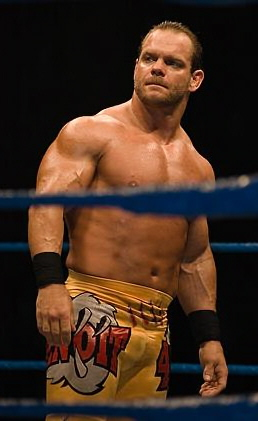
크리스 벤와

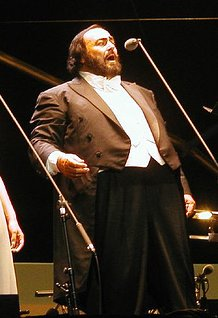
루치아노 파바로티

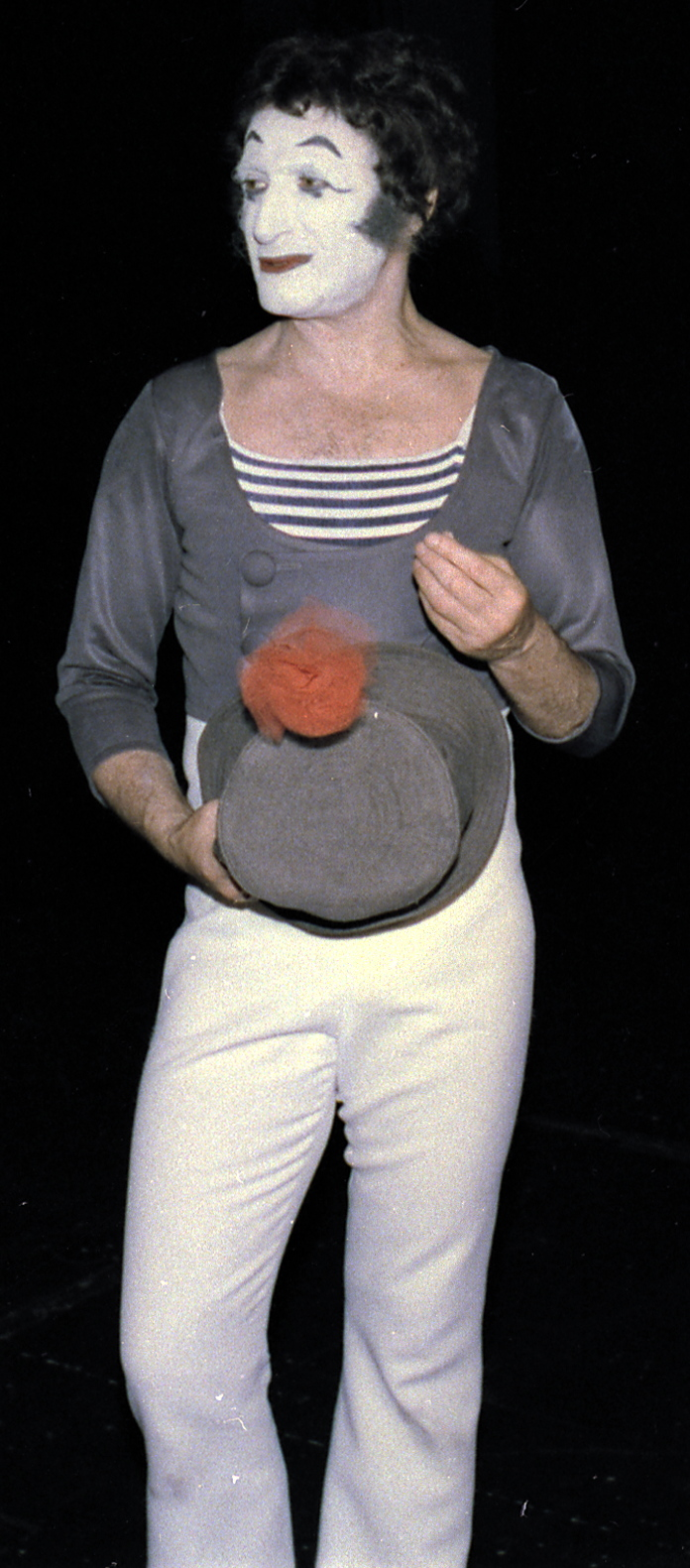
마르셀 마르소

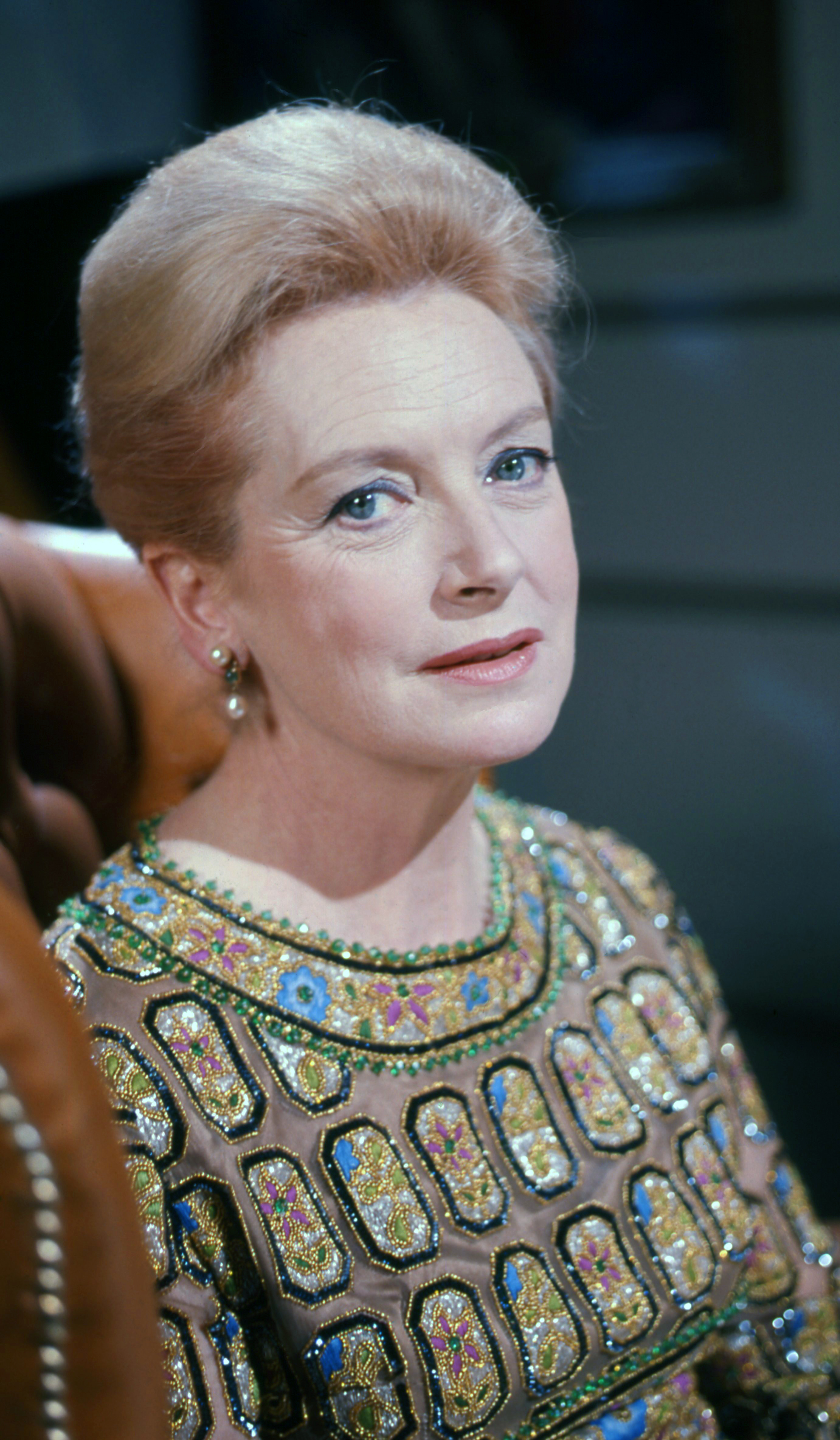
데보라 카

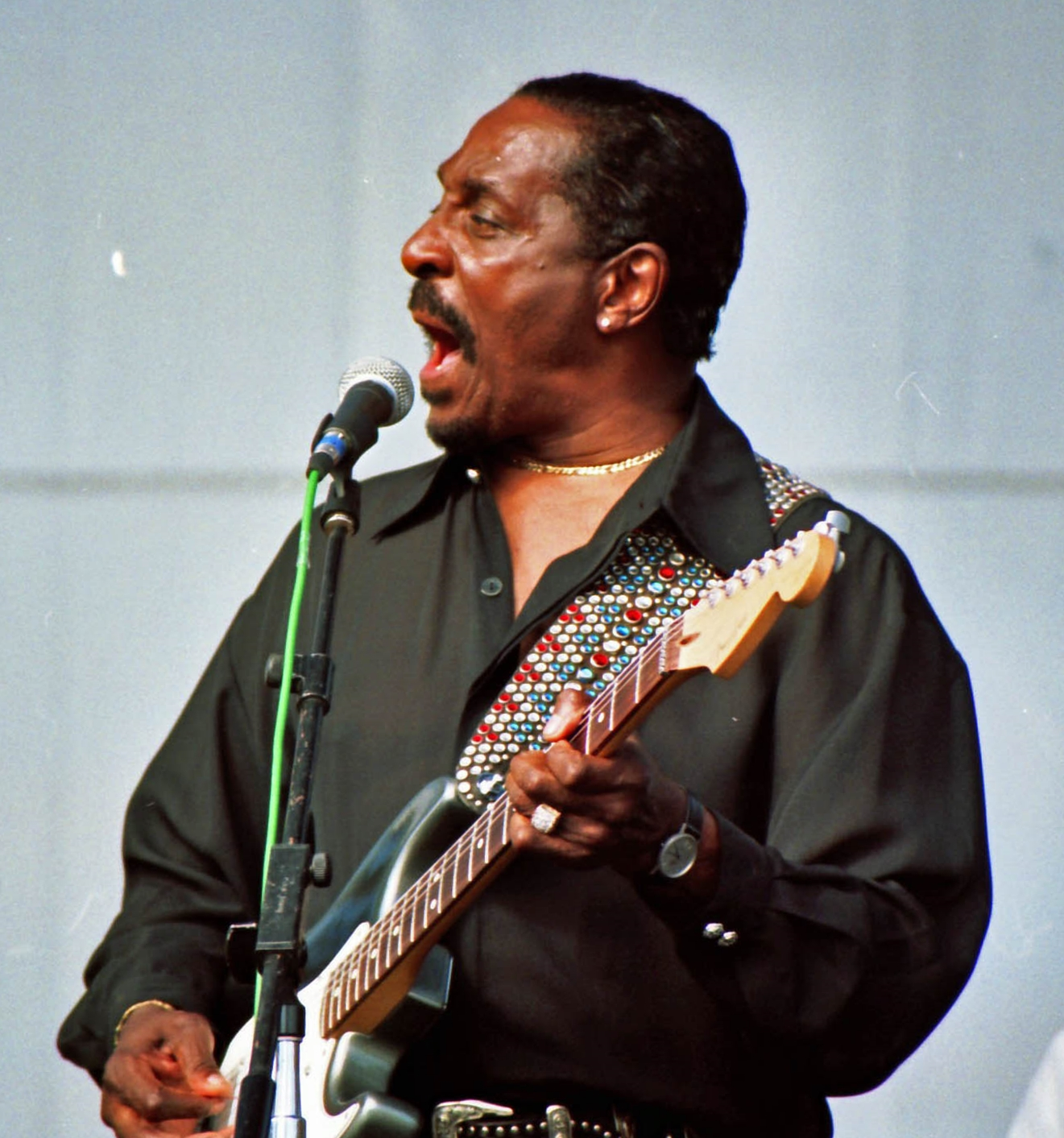
아이크 터너

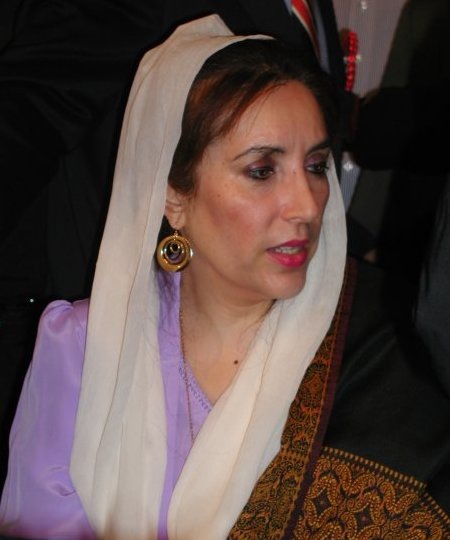
베나지르 부토

### 1월
- 1월 3일 - 조선민주주의인민공화국의 외무상 백남순. (1929년~)
- 1월 5일 - 일본의 기업가 안도 모모후쿠. (1910년~)
- 1월 10일 - 대한민국의 희극인 김형은. (1981년~)
- 1월 21일 - 대한민국의 가수 유니. (1981년~)
- 1월 23일- 대한민국의 배우 조재훈. (1950년~)

### 2월
- 2월 8일 - 미국의 모델 겸 배우 애나 니콜 스미스. (1967년~)
- 2월 10일 - 대한민국의 배우 정다빈. (1980년~)
- 2월 20일 - 대한민국의 가수 이금희. (1940년~)
- 2월 27일 - 대한민국의 군인 윤장호. (1980년~)

### 3월
- 3월 2일 - 대한민국의 기업인 김철수. (1954년~)
- 3월 17일 - 대한민국의 정치인 박용석. (1928년~)
- 3월 22일 - 대한민국의 야구 선수 박동희. (1968년~)
- 3월 23일 - 미국의 필즈상 수상 수학자 폴 코언. (1934년~)

### 4월
- 4월 2일 - 대한민국의 가수 김형철. (1961년~)
- 4월 11일 - 미국의 작가 커트 보니것. (1922년~)
- 4월 16일
  - 대한민국의 범죄자 조승희. (1984년~)
  - 유대계 미국인 교수 리비우 리브레스쿠. (1930년~)
- 4월 11일 - 대한민국의 독립운동가 지복영. (1920년~)
- 4월 23일 - 러시아의 제1~2대 대통령 보리스 옐친. (1931년~)
- 4월 26일 - 대한민국의 정치인, 국무총리 신현확. (1920년~)

### 5월
- 5월 7일 - 미국의 성격배우 니컬러스 워스. (1937년~)
- 5월 17일
  - 대한민국의 아동문학가, 작가 권정생. (1937년~)
  - 대한민국의 축구 선수 최추경. (1950년~)
- 5월 23일 - 대한민국 스포츠 캐스터, 아나운서 송인득. (1958년~)
- 5월 25일 - 대한민국의 시인 겸 수필가 피천득. (1910년~)
- 5월 27일 - 일본의 가수 사카이 이즈미. (1967년~)
- 5월 28일 - 대한만국의 배우 여재구. (1970년~)

### 6월
- 6월 11일 - 대한민국의 독립운동가 육동백. (1908년~)
- 6월 14일 - 유엔 사무총장·오스트리아의 대통령 쿠르트 발트하임. (1918년~)
- 6월 24일 - 미국의 프로레슬링 선수 크리스 벤와. (1967년~)
- 6월 25일 - 대한민국의 언론인, 기자 조종옥. (1971년~)
- 6월 26일
  - 벨기에 태생 미국의 패션 디자이너 리즈 클레이본. (?~)
  - 독일의 축구 선수 유프 데어발. (1927년~)
- 6월 27일
  - 대한민국의 인터넷 작가 러브풀. (1980년~)
  - 대한민국의 사회운동가 윤한봉. (1948년~)

### 7월
- 7월 18일 - 일본의 정치인 미야모토 겐지. (1908년~)
- 7월 20일 - 대한민국의 군인 박인철. (1980년~)
- 7월 25일 - 대한민국의 목사 겸 봉사운동가 배형규. (?~)
- 7월 29일 - 대한민국의 외교관 황정일. (1953년~)
- 7월 30일 - 대한민국의 사회봉사자 심성민. (?~)

### 8월
- 8월 6일 - 대한민국의 가수 홍성민. (1964년~)
- 8월 14일 - 대한민국의 배우 김주승. (1961년~)
- 8월 18일 - 대한민국의 국악인 김천흥. (1909년~)
- 8월 28일 - 스페인의 축구 선수 안토니오 푸에르타. (1984년~)

### 9월
- 9월 6일
  - 이탈리아의 테너 가수, 성악가 루치아노 파바로티. (1935년~)
  - 대한민국의 배우 이애정. (1987년~)
- 9월 12일 - 영국 스코틀랜드의 축구 감독 이언 포터필드. (1946년~)
- 9월 21일 - 대한민국의 배우, 무술감독 지중현. (1975년~)
- 9월 22일 - 프랑스의 마임 배우 마르셀 마르소. (1923년~)
- 9월 27일 - 일본의 사진기자 나가이 겐지. (1957년~)

### 10월
- 10월 4일
  - 대한민국의 스케이트 선수 김민우. (1986년~)
  - 대한민국의 군인 오영환. (1924년~)
- 10월 16일 - 영국의 영화배우 데버라 카. (1921년~)
- 10월 22일 - 프랑스의 작가, 언론인, 피아노 연주자 이브 퀴리. (1904년~)

### 11월
- 11월 2일
  - 대한민국의 축구 선수 김지수. (1991년~)
  - 대한민국의 정치인 임종기. (1926년~)
- 11월 3일 - 대한민국의 배우 홍성민. (1940년~)
- 11월 16일 - 대한민국의 정치인 박찬. (1924년~)
- 11월 20일 - 대한민국의 국악인 박병천. (1933년~)
- 11월 23일 - 미국의 야구 선수 조 케네디. (1979년~)
- 11월 24일 - 대한민국의 민주당 한현우. (1912년~)
- 11월 25일 - 대한민국의 소설가 하근찬. (1931년~)

### 12월
- 12월 2일 - 대한민국의 법조인 이일규. (1920년~)
- 12월 5일
  - 대한민국의 노동운동가 최용수. (1924년~)
  - 독일의 작곡가 카를하인츠 슈토크하우젠. (1928년~)
  - 미국의 배우 질리안 케스너. (1949년~)
- 12월 6일 - 대한민국의 군인 박양원.
- 12월 7일 - 대한민국의 배우 김영임.
- 12월 9일 - 대한민국의 작사자 박건호.
- 12월 12일 - 미국의 음악가 아이크 터너.
- 12월 27일 - 파키스탄의 전 총리 베나지르 부토.
- 12월 28일 - 대한민국의 배우 이재훈
- 12월 28일 - 대한민국의 정치인 손문주.

## 노벨상
- 노벨 경제학상: 레오니트 후르비치, 에릭 매스킨, 로저 마이어슨(미국)
- 노벨 평화상: 앨 고어(미국), 기후 변화에 관한 정부간 패널(IPCC)
- 노벨 문학상: 도리스 레싱(영국)
- 노벨 화학상: 게르하르트 에르틀(독일)
- 노벨 물리학상: 알베르 페르(프랑스), 페터 그륀베르크(독일)
- 노벨 생리학·의학상: 마리오 카페키(미국)와 올리버 스미시스(미국), 마틴 에번스(영국)

## 79회아카데미상수상
- 작품상: 디파티드
- 감독상: 마틴 스코세이즈(디파티드)
- 남우주연상: 포리스트 휘터커(라스트 킹(The Last King of Scotland))
- 여우주연상: 헬렌 미렌(더 퀸)
- 남우조연상: 앨런 아킨(리틀 미스 선샤인)
- 여우조연상: 제니퍼 허드슨(드림걸스)

## 달력
| 1월 |    |    |    |    |    |    |
| 일  | 월 | 화 | 수 | 목 | 금 | 토 |
|     | 1  | 2  | 3  | 4  | 5  | 6  |
| 7   | 8  | 9  | 10 | 11 | 12 | 13 |
| 14  | 15 | 16 | 17 | 18 | 19 | 20 |
| 21  | 22 | 23 | 24 | 25 | 26 | 27 |
| 28  | 29 | 30 | 31 |    |    |    |

| 2월 |    |    |    |    |    |    |
| 일  | 월 | 화 | 수 | 목 | 금 | 토 |
|     |    |    |    | 1  | 2  | 3  |
| 4   | 5  | 6  | 7  | 8  | 9  | 10 |
| 11  | 12 | 13 | 14 | 15 | 16 | 17 |
| 18  | 19 | 20 | 21 | 22 | 23 | 24 |
| 25  | 26 | 27 | 28 |    |    |    |

| 3월 |    |    |    |    |    |    |
| 일  | 월 | 화 | 수 | 목 | 금 | 토 |
|     |    |    |    | 1  | 2  | 3  |
| 4   | 5  | 6  | 7  | 8  | 9  | 10 |
| 11  | 12 | 13 | 14 | 15 | 16 | 17 |
| 18  | 19 | 20 | 21 | 22 | 23 | 24 |
| 25  | 26 | 27 | 28 | 29 | 30 | 31 |

| 4월 |    |    |    |    |    |    |
| 일  | 월 | 화 | 수 | 목 | 금 | 토 |
| 1   | 2  | 3  | 4  | 5  | 6  | 7  |
| 8   | 9  | 10 | 11 | 12 | 13 | 14 |
| 15  | 16 | 17 | 18 | 19 | 20 | 21 |
| 22  | 23 | 24 | 25 | 26 | 27 | 28 |
| 29  | 30 |    |    |    |    |    |

| 5월 |    |    |    |    |    |    |
| 일  | 월 | 화 | 수 | 목 | 금 | 토 |
|     |    | 1  | 2  | 3  | 4  | 5  |
| 6   | 7  | 8  | 9  | 10 | 11 | 12 |
| 13  | 14 | 15 | 16 | 17 | 18 | 19 |
| 20  | 21 | 22 | 23 | 24 | 25 | 26 |
| 27  | 28 | 29 | 30 | 31 |    |    |

| 6월 |    |    |    |    |    |    |
| 일  | 월 | 화 | 수 | 목 | 금 | 토 |
|     |    |    |    |    | 1  | 2  |
| 3   | 4  | 5  | 6  | 7  | 8  | 9  |
| 10  | 11 | 12 | 13 | 14 | 15 | 16 |
| 17  | 18 | 19 | 20 | 21 | 22 | 23 |
| 24  | 25 | 26 | 27 | 28 | 29 | 30 |

| 7월 |    |    |    |    |    |    |
| 일  | 월 | 화 | 수 | 목 | 금 | 토 |
| 1   | 2  | 3  | 4  | 5  | 6  | 7  |
| 8   | 9  | 10 | 11 | 12 | 13 | 14 |
| 15  | 16 | 17 | 18 | 19 | 20 | 21 |
| 22  | 23 | 24 | 25 | 26 | 27 | 28 |
| 29  | 30 | 31 |    |    |    |    |

| 8월 |    |    |    |    |    |    |
| 일  | 월 | 화 | 수 | 목 | 금 | 토 |
|     |    |    | 1  | 2  | 3  | 4  |
| 5   | 6  | 7  | 8  | 9  | 10 | 11 |
| 12  | 13 | 14 | 15 | 16 | 17 | 18 |
| 19  | 20 | 21 | 22 | 23 | 24 | 25 |
| 26  | 27 | 28 | 29 | 30 | 31 |    |

| 9월 |    |    |    |    |    |    |
| 일  | 월 | 화 | 수 | 목 | 금 | 토 |
|     |    |    |    |    |    | 1  |
| 2   | 3  | 4  | 5  | 6  | 7  | 8  |
| 9   | 10 | 11 | 12 | 13 | 14 | 15 |
| 16  | 17 | 18 | 19 | 20 | 21 | 22 |
| 23  | 24 | 25 | 26 | 27 | 28 | 29 |
| 30  |    |    |    |    |    |    |

| 10월 |    |    |    |    |    |    |
| 일   | 월 | 화 | 수 | 목 | 금 | 토 |
|      | 1  | 2  | 3  | 4  | 5  | 6  |
| 7    | 8  | 9  | 10 | 11 | 12 | 13 |
| 14   | 15 | 16 | 17 | 18 | 19 | 20 |
| 21   | 22 | 23 | 24 | 25 | 26 | 27 |
| 28   | 29 | 30 | 31 |    |    |    |

| 11월 |    |    |    |    |    |    |
| 일   | 월 | 화 | 수 | 목 | 금 | 토 |
|      |    |    |    | 1  | 2  | 3  |
| 4    | 5  | 6  | 7  | 8  | 9  | 10 |
| 11   | 12 | 13 | 14 | 15 | 16 | 17 |
| 18   | 19 | 20 | 21 | 22 | 23 | 24 |
| 25   | 26 | 27 | 28 | 29 | 30 |    |

| 12월 |    |    |    |    |    |    |
| 일   | 월 | 화 | 수 | 목 | 금 | 토 |
|      |    |    |    |    |    | 1  |
| 2    | 3  | 4  | 5  | 6  | 7  | 8  |
| 9    | 10 | 11 | 12 | 13 | 14 | 15 |
| 16   | 17 | 18 | 19 | 20 | 21 | 22 |
| 23   | 24 | 25 | 26 | 27 | 28 | 29 |
| 30   | 31 |    |    |    |    |    |

### 음양력 대조 일람
| 음력월 | 월건 | 대소 | 음력 1일의 양력 월일 | 음력 1일 간지 |
| ------ | ---- | ---- | -------------------- | ------------- |
| 1월    | 임인 | 소   | 2월 18일             | 계미          |
| 2월    | 계묘 | 소   | 3월 19일             | 임자          |
| 3월    | 갑진 | 대   | 4월 17일             | 신사          |
| 4월    | 을사 | 소   | 5월 17일             | 신해          |
| 5월    | 병오 | 소   | 6월 15일             | 경진          |
| 6월    | 정미 | 대   | 7월 14일             | 기유          |
| 7월    | 무신 | 소   | 8월 13일             | 기묘          |
| 8월    | 기유 | 대   | 9월 11일             | 무신          |
| 9월    | 경술 | 대   | 10월 11일            | 무인          |
| 10월   | 신해 | 대   | 11월 10일            | 무신          |
| 11월   | 임자 | 소   | 12월 10일            | 무인          |
| 12월   | 계축 | 대   | 2008년 1월 8일       | 정미          |

### 연휴
- 2006년 12월 30일 (토) ~ 1월 1일 (월) - 새해 첫날 연휴 (3일)
- 2월 17일 (토) ~ 2월 19일 (월) - 설날 연휴 (3일)
- 3월 1일 (목) ~ 3월 4일 (일) - 삼일절 징검다리 연휴 (4일)
- 5월 24일 (목) ~ 5월 27일 (일) - 부처님 오신 날 징검다리 연휴 (4일)
- 9월 22일 (토) ~ 9월 26일 (화) - 추석 연휴 (5일)
- 12월 22일 (토) ~ 12월 25일 (화) - 크리스마스 징검다리 연휴 (4일)
- 12월 29일 (토) ~ 2008년 1월 1일 (화) - 새해 첫날 징검다리 연휴 (4일)